# Sant Salvador de Bellver
L'església de Sant Salvador de Bellver és un monument del municipi de Sant Boi de Lluçanès (Osona) inclòs en l'Inventari del Patrimoni Arquitectònic Català.

## Descripció
Església d'una sola nau amb volta apuntada i dos arcs torals situada dalt d'un turó. L'absis té dues finestres amb arcs en degradació, cornisa en dents de serra, arcuacions i bandes llombardes.

## Història
Aquesta església es troba citada l'any 1110. Des de començaments del segle xii hi havia en aquest lloc una comunitat de preveres i clergues que seguia la regla de sant Agustí. Aquesta comunitat havia quedat reduïda el 1278 a un sol membre, en canvi adquirí força importància una confraria que també hi tenia seu.